# 2013 à la télévision
| Années de la télévision : 2010 - 2011 - 2012 - 2013 - 2014 - 2015 - 2016    |
| Décennies de la télévision : 1980 - 1990 - 2000 - 2010 - 2020 - 2030 - 2040 |

 (mai 2025).
Si vous disposez d'ouvrages ou d'articles de référence ou si vous connaissez des sites web de qualité traitant du thème abordé ici, merci de compléter l'article en donnant les références utiles à sa vérifiabilité et en les liant à la section « Notes et références ».
Cet article présente les faits marquants de l'année 2013 à la télévision.

## Événements
- 26 janvier : 14e cérémonie des NRJ Music Awards en direct du Midem à Cannes[1].
- 8 février : 27e cérémonie des Victoires de la musique en direct du Zénith de Paris La Villette à Paris.
- 18 mai : Grande finale du Concours Eurovision de la chanson, se déroulant à Malmö, en Suède
- Du 26 mai au 9 juin : Tournoi de Roland Garros 2013.
- Du 29 juin au 21 juillet : Tour de France 2013.
- 23 novembre : 50e anniversaire de Doctor Who.
- 14 décembre : 15e cérémonie des NRJ Music Awards en direct du Midem à Cannes.
- 20e anniversaire des Power Rangers.

## Émissions
- 26 janvier : Dernière du ONDAR Show sur France 2.
- 12 avril : Lancement de l'émission Rugby Pack sur beIN Sports, présentée par Rodolphe Pires.
- 27 juin : Dernière de Michel Denisot à la présentation du  Grand Journal sur Canal+.
- 26 août : Lancement de Morandini : télé, people, buzz sur NRJ 12.
- 6 septembre : Dernière de Morandini : télé, people, buzz.
- 16 septembre : Lancement de Jusqu'ici tout va bien sur France 2.

### Jeux et Divertissements
- Diffusion de la saison 3 de On n'demande qu'à en rire sur France 2.
- Diffusion de la saison 8 de L'amour est dans le pré sur M6.
- Diffusion de la saison 1 de Splash : le grand plongeon sur TF1.
- Diffusion de la saison 4 du Mag sur NRJ 12.
- Diffusion de la saison 4 de Touche pas à mon poste ! sur D8.
- Diffusion de la saison 24 de Fort Boyard sur France 2.
- Diffusion de la saison 9 de Pékin Express sur M6.
- Diffusion de la saison 1 de Avec ou sans joker sur France 2.
- Diffusion de la saison 1 de Le Cube sur France 2.
- Diffusion de la saison 7 de Le Juste Prix sur TF1.
- Diffusion de la saison 4 de Danse avec les stars sur TF1.
- Diffusion de la saison 4 de MasterChef sur TF1.
- Diffusion de la saison 2 du Meilleur Pâtissier sur M6.
- Diffusion de la saison 8 de La France a un incroyable talent sur M6.
- Diffusion de la saison 1 d' Ice Show sur M6.

### Téléréalité
- Diffusion de la saison 5 de Les Anges de la télé réalité sur NRJ 12.
- Diffusion de la saison 1 de Coup de foudre au prochain village sur TF1.
- Diffusion de la saison 7 de Secret Story sur TF1.
- Diffusion de la saison 2 de La Belle et ses princes presque charmants sur W9.
- Diffusion de la saison 2 de Les Marseillais à Cancún sur W9.
- Diffusion de la saison 3 de L'Île des vérités sur NRJ 12.
- Diffusion de la saison 5 de Les Ch'tis à Hollywood sur W9.
- Diffusion de la saison 1 d' Allo Nabilla : Ma famille en Californie sur NRJ 12.
- Diffusion de la saison 3 de La Belle et ses princes presque charmants sur W9.

### Musicales
- 13 juillet : Arrêt de l'émission Taratata sur France 2 mais continue sur TV5Monde.
- Arrêt de l'émission courte CD'Aujourd'hui sur France Télévisions.
- Juin : Arrêt de Chabada sur France 3.
- Diffusion de la saison 2 de The Voice, la plus belle voix sur TF1.
- Diffusion de la saison 5 de Popstars sur D8.
- Diffusion de la saison 1 de Un air de star sur M6.
- Diffusion de la saison 10 de Nouvelle Star sur D8.

### Consommation
- 26 juin : Arrêt de l'émission C'est notre affaire sur France 5.
- 30 septembre : Première diffusion du nouveau magazine de consommation La Quotidienne, sur France 5.

### Culturelle
- Juin : Arrêt de l'émission Des mots de minuit sur France 2.

### Jeunesse
- 27 septembre : Fin de la diffusion de Zouzous à midi, sur France 5 après 12 ans à l'antenne.
- 29 décembre: Fin de la diffusion de la Météo de Gulli/Tiji sur Gulli et Tiji
- 31 décembre : la chaîne KidsCo fait sa dernière apparition jusqu'à minuit.

## Décès
- Drame de la saison 13 de Koh-Lanta
  - Gérald Babin, un candidat de 25 ans, décède durant le premier jour de tournage au Cambodge à la suite d'une crise cardiaque.
  - Thierry Costa, médecin urgentiste de Koh-Lanta se suicide au Cambodge 10 jours après le décès du candidat.
- 14 janvier : Conrad Bain, acteur canadien (° 4 février 1923).
- 27 janvier : Bernard Dhéran, un acteur français (° 17 juin 1926).
- 8 mai : Jeanne Cooper, actrice américaine d'ascendance cherokee (°25 octobre 1928).
- 13 juillet : Cory Monteith, acteur et chanteur canadien (° 11 mai 1982).
- 15 avril : Michael Ansara, acteur américain (° 15 avril 1922).
- 19 août :  Lee Thompson Young, acteur, réalisateur et scénariste américain (° 1er février 1984).
- 28 août : Larry Pennell, acteur américain (° 21 février 1928).
- 9 septembre : Patricia Blair, actrice américaine (° 15 janvier 1933).
- 21 octobre : Irma Lozano, actrice mexicaine (° 24 août 1944).
- 15 novembre : Karla Álvarez, actrice mexicaine (° 15 octobre 1972).
- 23 novembre : Juan Pelaéz,
- 30 novembre : Paul Walker, acteur et producteur américain (° 12 septembre 1973).
- 14 décembre : France Roche, journaliste française (° 2 avril 1921).